# مارتین کتل
مارتین کتل (انگلیسی: Martin Kettle؛ زادهٔ ۷ سپتامبر ۱۹۴۹) روزنامه‌نگار اهل بریتانیا است.